# Dirka po Italiji 1994
Dirka po Italiji 1994 (italijansko Giro d'Italia 1994) je 77. izvedba dirke po Italiji, tritedenske moške cestne kolesarske etapne dirke. Začela se je 22. maja v Bologni in končala 12. junija v Milanu. Sodelovalo je 153 kolesarjev iz 17-ih ekip. Rožnato majico je prvič osvojil Jevgenij Berzin (Gewiss–Ballan), drugo mesto Marco Pantani (Carrera Jeans–Tassoni), tretje pa Miguel Induráin (Banesto). Vijolično in modro majico je osvojil Džamolidin Abdužaparov (Team Polti–Vaporetto), zeleno majico Pascal Richard (GB–MG Maglificio), belo majico pa Jevgenij Berzin.

## Ekipe
- Amore & Vita–Galatron
- Banesto
- Brescialat–Ceramiche Refin
- Carrera Jeans–Tassoni
- Castorama
- GB–MG Maglificio
- Gewiss–Ballan
- Jolly Componibili–Cage
- Kelme–Avianca–Gios
- Lampre-Panaria
- Mapei–CLAS
- Mercatone Uno–Medeghini
- Motorola
- Navigare–Blue Storm
- Team Polti–Vaporetto
- Team Telekom
- ZG Mobili

## Etape
| Etapa | Datum     | Štart/Cilj                            | Razdalja | Tip     | Tip                  | Zmagovalec                   |         |
| ----- | --------- | ------------------------------------- | -------- | ------- | -------------------- | ---------------------------- | ------- |
| 1a    | 22. maj   | Bologna – Bologna                     | 86 km    |         | ravninska etapa      | Endrio Leoni (ITA)           |         |
| 1b    | 22. maj   | Bologna                               | 7 km     |         | posamični kronometer | Armand de Las Cuevas (FRA)   |         |
| 2     | 23. maj   | Bologna – Osimo                       | 232 km   |         | gorska etapa         | Moreno Argentin (ITA)        |         |
| 3     | 24. maj   | Osimo – Loreto Aprutino               | 185 km   |         | gorska etapa         | Gianni Bugno (ITA)           |         |
| 4     | 25. maj   | Montesilvano – Campitello Matese      | 204 km   |         | gorska etapa         | Jevgenij Berzin (RUS)        |         |
| 5     | 26. maj   | Campobasso – Melfi                    | 158 km   |         | ravninska etapa      | Endrio Leoni (ITA)           |         |
| 6     | 27. maj   | Potenza – Caserta                     | 215 km   |         | ravninska etapa      | Marco Saligari (ITA)         |         |
| 7     | 28. maj   | Fiuggi – Fiuggi                       | 119 km   |         | gorska etapa         | Laudelino Cubino (ESP)       |         |
| 8     | 29. maj   | Grosseto – Follonica                  | 44 km    |         | posamični kronometer | Jevgenij Berzin (RUS)        |         |
| 9     | 30. maj   | Castiglione della Pescaia – Pontedera | 153 km   |         | ravninska etapa      | Ján Svorada (SVK)            |         |
| 10    | 31. maj   | Marostica – Marostica                 | 115 km   |         | ravninska etapa      | Džamolidin Abdužaparov (UZB) |         |
| 11    | 1. junij  | Marostica – Bibione                   | 165 km   |         | ravninska etapa      | Ján Svorada (SVK)            |         |
| 12    | 2. junij  | Bibione – Kranj (Slovenija)           | 204 km   |         | gorska etapa         | Andrea Ferrigato (ITA)       |         |
| 13    | 3. junij  | Kranj (Slovenija) – Lienz (Avstrija)  | 231 km   |         | gorska etapa         | Michele Bartoli (ITA)        |         |
| 14    | 4. junij  | Lienz (Avstrija) – Merano             | 235 km   |         | gorska etapa         | Marco Pantani (ITA)          |         |
| 15    | 5. junij  | Merano – Aprica                       | 195 km   |         | gorska etapa         | Marco Pantani (ITA)          |         |
| 16    | 6. junij  | Sondrio – Stradella                   | 220 km   |         | ravninska etapa      | Maximilian Sciandri (ITA)    |         |
| 17    | 7. junij  | Santa Maria della Versa – Lavagna     | 190 km   |         | ravninska etapa      | Ján Svorada (SVK)            |         |
| 18    | 8. junij  | Chiavari – Passo del Bocco            | 35 km    |         | gorski kronometer    | Jevgenij Berzin (RUS)        |         |
| 19    | 9. junij  | Lavagna – Bra                         | 212 km   |         | ravninska etapa      | Massimo Ghirotto (ITA)       |         |
| 20    | 10. junij | Cuneo – Les Deux Alpes (Francija)     | 206 km   |         | gorska etapa         | Vladimir Pulnikov (UKR)      |         |
| 21    | 11. junij | Les Deux Alpes (Francija) – Sestriere | 121 km   |         | gorska etapa         | Pascal Richard (SUI)         |         |
| 22    | 12. junij | Torino – Milano                       | 198 km   |         | ravninska etapa      | Stefano Zanini (ITA)         |         |
|       | Skupaj    | Skupaj                                | 3730 km  | 3730 km | 3730 km              | 3730 km                      | 3730 km |

## Razvrstitev po klasifikacijah
| Etapa  | Zmagovalec             | Rožnata majica ·     | Vijolična majica ·     | Zelena majica ·    | Bela majica ·   | Ekipno po času          |
| ------ | ---------------------- | -------------------- | ---------------------- | ------------------ | --------------- | ----------------------- |
| 1a     | Endrio Leoni           | Endrio Leoni         | Endrio Leoni           | brez               | Michele Bartoli | Jolly Componibili–Cage  |
| 1b     | Armand de Las Cuevas   | Armand de Las Cuevas | Armand de Las Cuevas   | brez               | Jevgenij Berzin | Mercatone Uno–Medeghini |
| 2      | Moreno Argentin        | Moreno Argentin      | Jevgenij Berzin        | Michele Coppolillo | Jevgenij Berzin | Gewiss–Ballan           |
| 3      | Gianni Bugno           | Moreno Argentin      | Jevgenij Berzin        | Michele Coppolillo | Jevgenij Berzin | Gewiss–Ballan           |
| 4      | Jevgenij Berzin        | Jevgenij Berzin      | Jevgenij Berzin        | Michele Coppolillo | Jevgenij Berzin | Team Polti–Vaporetto    |
| 5      | Endrio Leoni           | Jevgenij Berzin      | Jevgenij Berzin        | Michele Coppolillo | Jevgenij Berzin | Team Polti–Vaporetto    |
| 6      | Marco Saligari         | Jevgenij Berzin      | Jevgenij Berzin        | Michele Coppolillo | Jevgenij Berzin | Team Polti–Vaporetto    |
| 7      | Laudelino Cubino       | Jevgenij Berzin      | Jevgenij Berzin        | Michele Coppolillo | Jevgenij Berzin | Team Polti–Vaporetto    |
| 8      | Jevgenij Berzin        | Jevgenij Berzin      | Jevgenij Berzin        | Michele Coppolillo | Jevgenij Berzin | Gewiss–Ballan           |
| 9      | Ján Svorada            | Jevgenij Berzin      | Jevgenij Berzin        | Michele Coppolillo | Jevgenij Berzin | Gewiss–Ballan           |
| 10     | Džamolidin Abdužaparov | Jevgenij Berzin      | Jevgenij Berzin        | Michele Coppolillo | Jevgenij Berzin | Gewiss–Ballan           |
| 11     | Ján Svorada            | Jevgenij Berzin      | Jevgenij Berzin        | Michele Coppolillo | Jevgenij Berzin | Gewiss–Ballan           |
| 12     | Andrea Ferrigato       | Jevgenij Berzin      | Jevgenij Berzin        | Michele Coppolillo | Jevgenij Berzin | Gewiss–Ballan           |
| 13     | Michele Bartoli        | Jevgenij Berzin      | Jevgenij Berzin        | Michele Coppolillo | Jevgenij Berzin | Castorama               |
| 14     | Marco Pantani          | Jevgenij Berzin      | Jevgenij Berzin        | Pascal Richard     | Jevgenij Berzin | GB–MG Maglificio        |
| 15     | Marco Pantani          | Jevgenij Berzin      | Jevgenij Berzin        | Pascal Richard     | Jevgenij Berzin | Carrera Jeans–Vagabond  |
| 16     | Maximilian Sciandri    | Jevgenij Berzin      | Džamolidin Abdužaparov | Pascal Richard     | Jevgenij Berzin | Carrera Jeans–Vagabond  |
| 17     | Ján Svorada            | Jevgenij Berzin      | Džamolidin Abdužaparov | Pascal Richard     | Jevgenij Berzin | Carrera Jeans–Vagabond  |
| 18     | Jevgenij Berzin        | Jevgenij Berzin      | Jevgenij Berzin        | Pascal Richard     | Jevgenij Berzin | Carrera Jeans–Vagabond  |
| 19     | Massimo Ghirotto       | Jevgenij Berzin      | Jevgenij Berzin        | Pascal Richard     | Jevgenij Berzin | Carrera Jeans–Vagabond  |
| 20     | Vladimir Pulnikov      | Jevgenij Berzin      | Jevgenij Berzin        | Pascal Richard     | Jevgenij Berzin | Carrera Jeans–Vagabond  |
| 21     | Pascal Richard         | Jevgenij Berzin      | Jevgenij Berzin        | Pascal Richard     | Jevgenij Berzin | Carrera Jeans–Vagabond  |
| 22     | Stefano Zanini         | Jevgenij Berzin      | Džamolidin Abdužaparov | Pascal Richard     | Jevgenij Berzin | Carrera Jeans–Vagabond  |
| Skupaj | Skupaj                 | Jevgenij Berzin      | Džamolidin Abdužaparov | Pascal Richard     | Jevgenij Berzin | Carrera Jeans–Tassoni   |

## Končna razvrstitev
| Legenda | Legenda                                   | Legenda | Legenda                                       |
| ------- | ----------------------------------------- | ------- | --------------------------------------------- |
|         | Predstavlja vodilnega v skupnem seštevku  |         | Predstavlja vodilnega v razvrstitvi Intergiro |
|         | Predstavlja vodilnega po točkah           |         | Predstavlja vodilnega v gorski razvrstitvi    |
|         | Predstavlja najboljšega mladega kolesarja |         |                                               |

### Rožnata majica
| Poz. | Kolesar                    | Ekipa                 | Čas          |
| ---- | -------------------------- | --------------------- | ------------ |
| 1    | Jevgenij Berzin (RUS)      | Gewiss–Ballan         | 100h 41' 21" |
| 2    | Marco Pantani (ITA)        | Carrera Jeans–Tassoni | + 2' 51"     |
| 3    | Miguel Induráin (ESP)      | Banesto               | + 3' 23"     |
| 4    | Pavel Tonkov (RUS)         | Lampre-Panaria        | + 11' 16"    |
| 5    | Claudio Chiappucci (ITA)   | Carrera Jeans–Tassoni | + 11' 52"    |
| 6    | Nelson Rodríguez (COL)     | ZG Mobili             | + 13' 17"    |
| 7    | Massimo Podenzana (ITA)    | Navigare–Blue Storm   | + 14' 35"    |
| 8    | Gianni Bugno (ITA)         | Team Polti–Vaporetto  | + 15' 26"    |
| 9    | Armand de Las Cuevas (FRA) | Castorama             | + 15' 35"    |
| 10   | Andrew Hampsten (USA)      | Motorola              | + 17' 21"    |

### Vijolična majica
| Poz. | Kolesar                      | Ekipa                 | Točke |
| ---- | ---------------------------- | --------------------- | ----- |
| 1    | Džamolidin Abdužaparov (UZB) | Team Polti–Vaporetto  | 202   |
| 2    | Jevgenij Berzin (RUS)        | Gewiss–Ballan         | 182   |
| 3    | Gianni Bugno (ITA)           | Team Polti–Vaporetto  | 148   |
| 4    | Miguel Induráin (ESP)        | Banesto               | 132   |
| 5    | Stefano Zanini (ITA)         | Navigare–Blue Storm   | 132   |
| 6    | Marco Pantani (ITA)          | Carrera Jeans–Tassoni | 114   |
| 7    | Fabiano Fontanelli (ITA)     | ZG Mobili             | 113   |
| 8    | Armand de Las Cuevas (FRA)   | Castorama             | 110   |
| 9    | Giovanni Lombardi (ITA)      | Lampre-Panaria        | 107   |
| 10   | Claudio Chiappucci (ITA)     | Carrera Jeans–Tassoni | 102   |

### Zelena majica
| Poz. | Kolesar                  | Ekipa                 | Točke |
| ---- | ------------------------ | --------------------- | ----- |
| 1    | Pascal Richard (SUI)     | GB–MG Maglificio      | 78    |
| 2    | Michele Coppolillo (ITA) | Navigare–Blue Storm   | 58    |
| 3    | Marco Pantani (ITA)      | Carrera Jeans–Tassoni | 44    |
| 4    | Nelson Rodríguez (COL)   | ZG Mobili             | 24    |
| 5    | Jevgenij Berzin (RUS)    | Gewiss–Ballan         | 20    |

### Bela majica
| Poz. | Kolesar                    | Ekipa                   | Čas          |
| ---- | -------------------------- | ----------------------- | ------------ |
| 1    | Jevgenij Berzin (RUS)      | Gewiss–Ballan           | 100h 41' 21" |
| 2    | Marco Pantani (ITA)        | Carrera Jeans–Tassoni   | + 2' 51"     |
| 3    | Wladimir Belli (ITA)       | Lampre-Panaria          | + 19' 36"    |
| 4    | Georg Totschnig (AUT)      | Team Polti–Vaporetto    | + 20' 04"    |
| 5    | Davide Rebellin (ITA)      | GB–MG Maglificio        | + 34' 46"    |
| 6    | Francesco Casagrande (ITA) | Mercatone Uno–Medeghini | + 45' 32"    |
| 7    | Giuseppe Guerini (ITA)     | Navigare–Blue Storm     | + 1h 11' 27" |
| 8    | Michele Bartoli (ITA)      | Mercatone Uno–Medeghini | + 1h 33' 11" |
| 9    | José Luis Arrieta (ESP)    | Banesto                 | + 2h 00' 41" |
| 10   | Paolo Fornaciari (ITA)     | Mercatone Uno–Medeghini | + 2h 19' 35" |

### Modra majica
| Poz. | Kolesar                      | Ekipa                | Čas         |
| ---- | ---------------------------- | -------------------- | ----------- |
| 1    | Džamolidin Abdužaparov (UZB) | Team Polti–Vaporetto | 62h 00' 39" |
| 2    | Jevgenij Berzin (RUS)        | Gewiss–Ballan        | + 44"       |
| 3    | Fabiano Fontanelli (ITA)     | ZG Mobili            | + 1' 50"    |

### Ekipno po času
| Poz. | Ekipa                 | Čas          |
| ---- | --------------------- | ------------ |
| 1    | Carrera Jeans–Tassoni | 302h 25' 45" |
| 2    | Team Polti–Vaporetto  | + 24' 55"    |
| 3    | Lampre-Panaria        | + 24' 56"    |
| 4    | Gewiss–Ballan         | + 36' 21"    |
| 5    | GB–MG Maglificio      | + 41' 23"    |
| 6    | Castorama             | + 1h 29' 22" |
| 7    | Kelme–Avianca–Gios    | + 1h 40' 39" |
| 8    | Banesto               | + 1h 51' 13" |
| 9    | Navigare–Blue Storm   | + 1h 52' 46" |
| 10   | ZG Mobili             | + 2h 02' 57" |

### Ekipno po točkah
| Poz. | Ekipa                      | Točke |
| ---- | -------------------------- | ----- |
| 1    | Team Polti–Vaporetto       | 543   |
| 2    | GB–MG Maglificio           | 504   |
| 3    | Lampre-Panaria             | 446   |
| 4    | Carrera Jeans–Tassoni      | 388   |
| 5    | Navigare–Blue Storm        | 375   |
| 6    | ZG Mobili                  | 363   |
| 7    | Gewiss–Ballan              | 358   |
| 8    | Mercatone Uno–Medeghini    | 321   |
| 9    | Castorama                  | 242   |
| 10   | Brescialat–Ceramiche Refin | 223   |